# Gran Premi d'Espanya del 2005
Resultats del Gran Premi d'Espanya de Fórmula 1 de la temporada 2005, disputat al circuit de Catalunya, a Montmeló, el 8 de maig del 2005.

## Conductors del divendres
| Equip              | País          | Pilot            |
| ------------------ | ------------- | ---------------- |
| McLaren - Mercedes | Espanya       | Pedro de la Rosa |
| Sauber - Petronas  |               | no en té         |
| RBR - Cosworth     | Àustria       | Christian Klien  |
| Toyota             | Brasil        | Ricardo Zonta    |
| Jordan - Toyota    | Països Baixos | Robert Doornbos  |
| Minardi - Cosworth |               | no en té         |

## Qualificacions del dissabte
| Pos | No | País          | Pilot                | Equip              | Q1 ordre | Q1 temps | Q1 pos. | Q1+Q2 temps |
| --- | -- | ------------- | -------------------- | ------------------ | -------- | -------- | ------- | ----------- |
| 1   | 9  | Finlàndia     | Kimi Räikkönen       | McLaren - Mercedes | 4        | 1:14.819 | 3       | 2:31.421    |
| 2   | 7  | Austràlia     | Mark Webber          | Williams - BMW     | 13       | 1:15.042 | 6       | 2:31.668    |
| 3   | 5  | Espanya       | Fernando Alonso      | Renault            | 18       | 1:14.811 | 2       | 2:31.691    |
| 4   | 17 | Alemanya      | Ralf Schumacher      | Toyota             | 11       | 1:14.870 | 4       | 2:31.917    |
| 5   | 16 | Itàlia        | Jarno Trulli         | Toyota             | 15       | 1:14.795 | 1       | 2:31.995    |
| 6   | 6  | Itàlia        | Giancarlo Fisichella | Renault            | 2        | 1:15.601 | 8       | 2:32.830    |
| 7   | 10 | Colòmbia      | Juan Pablo Montoya   | McLaren - Mercedes | 1        | 1:15.902 | 12      | 2:33.472    |
| 8   | 1  | Alemanya      | Michael Schumacher   | Ferrari            | 17       | 1:15.398 | 7       | 2:33.551    |
| 9   | 14 | Escòcia       | David Coulthard      | RBR - Cosworth     | 9        | 1:15.795 | 10      | 2:34.168    |
| 10  | 12 | Brasil        | Felipe Massa         | Sauber - Petronas  | 10       | 1:15.863 | 11      | 2:34.224    |
| 11  | 15 | Itàlia        | Vitantonio Liuzzi    | RBR - Cosworth     | 12       | 1:16.288 | 13      | 2:35.302    |
| 12  | 11 | Canadà        | Jacques Villeneuve   | Sauber - Petronas  | 16       | 1:16.794 | 14      | 2:36.480    |
| 13  | 19 | Índia         | Narain Karthikeyan   | Jordan - Toyota    | 8        | 1:18.557 | 15      | 2:39.268    |
| 14  | 18 | Portugal      | Tiago Monteiro       | Jordan - Toyota    | 7        | 1:19.040 | 16      | 2:39.943    |
| 15  | 21 | Països Baixos | Christijan Albers    | Minardi - Cosworth | 6        | 1:19.563 | 17      | 2:41.141    |
| 16  | 20 | Àustria       | Patrick Friesacher   | Minardi - Cosworth | 3        | 1:20.306 | 18      | 2:42.759    |
| 17  | 8  | Alemanya      | Nick Heidfeld        | Williams - BMW     | 14       | 1:15.038 | 5       | sense temps |
| 18  | 2  | Brasil        | Rubens Barrichello   | Ferrari            | 5        | 1:15.746 | 9       | sense temps |

## Classificació
| Pos | No | Pilot                | Equip              | Voltes | Temps/ Retirada | Pos. de sortida | Punts |
| --- | -- | -------------------- | ------------------ | ------ | --------------- | --------------- | ----- |
| 1   | 9  | Kimi Räikkönen       | McLaren - Mercedes | 66     | 1h 27' 16.830   | 1               | 10    |
| 2   | 5  | Fernando Alonso      | Renault            | 66     | + 27.652 s      | 3               | 8     |
| 3   | 16 | Jarno Trulli         | Toyota             | 66     | + 45.947 s      | 5               | 6     |
| 4   | 17 | Ralf Schumacher      | Toyota             | 66     | + 46.719 s      | 4               | 5     |
| 5   | 6  | Giancarlo Fisichella | Renault            | 66     | + 57.936 s      | 6               | 4     |
| 6   | 7  | Mark Webber          | Williams - BMW     | 66     | + 1' 08.5 min.  | 2               | 3     |
| 7   | 10 | Juan Pablo Montoya   | McLaren - Mercedes | 65     | + 1 Volta       | 7               | 2     |
| 8   | 14 | David Coulthard      | RBR - Cosworth     | 65     | + 1 Volta       | 9               | 1     |
| 9   | 2  | Rubens Barrichello   | Ferrari            | 65     | + 1 Volta       | 16              |       |
| 10  | 8  | Nick Heidfeld        | Williams - BMW     | 65     | + 1 Volta       | 17              |       |
| 11  | 12 | Felipe Massa         | Sauber - Petronas  | 63     | Punxada         | 10              |       |
| 12  | 18 | Tiago Monteiro       | Jordan - Toyota    | 63     | + 3 Voltes      | 18              |       |
| 13  | 19 | Narain Karthikeyan   | Jordan - Toyota    | 63     | + 3 Voltes      | 13              |       |
| Ret | 11 | Jacques Villeneuve   | Sauber - Petronas  | 51     | Motor           | 12              |       |
| Ret | 1  | Michael Schumacher   | Ferrari            | 46     | Punxada         | 8               |       |
| Ret | 21 | Christijan Albers    | Minardi - Cosworth | 19     | Caixa canvi     | 14              |       |
| Ret | 20 | Patrick Friesacher   | Minardi - Cosworth | 11     | Virolla         | 15              |       |
| Ret | 15 | Vitantonio Liuzzi    | RBR - Cosworth     | 9      | Virolla         | 11              |       |

## Altres
- Pole: Kimi Raikkönen 2' 31. 421

- Volta ràpida: Giancarlo Fisichella 1' 15. 641 (a la volta 66)